# 圣巴泰勒米颂
《圣巴泰勒米颂》（法語：L'Hymne à St.-Barthélemy）是圣巴泰勒米的非正式颂歌。这首歌创作于1999年，由迈克尔·瓦伦蒂作曲，伊莎贝尔·马萨尔·德哈文作词。由于圣巴泰勒米是法国海外领土，其正式国歌仍为《马赛曲》。